# 사회주의자동맹
사회주의자동맹(Socialist League; SL)은 19세기 후기 영국의 혁명적 사회주의자 단체였다. 1884년 말에 헨리 하인드먼의 사회민주연맹에서 이탈해서 설립되었고, 주요 지도자는 윌리엄 모리스였다. 이념적으로 단일한 집단인 적이 없었고 일종의 혁명적 사회주의자 빅텐트였다. 1890년대 이후로는 아나키즘색이 강해졌다. 1901년 해산되었다.